# Gluconasturtiine
La gluconasturtiine (ou phénéthylglucosinolate) est un glucosinolate (hétéroside soufré) qui donne en bouche une impression de feu (irritation).
De la racine du raifort à maturité (Armoracia rusticana) ont été extraits plusieurs  glucosinolates, majoritairement la sinigrine (83 %) et la gluconasturtiine (11 %).